# Archives départementales des Côtes-d'Armor
Les archives départementales des Côtes-d'Armor sont un service du conseil départemental des Côtes-d'Armor, situées à Saint-Brieuc.

## Historique
Les archives départementales des Côtes-d'Armor, comme celles des autres départements de France, sont créées par la loi du 5 brumaire an V (26 octobre 1796). Cette loi prescrit le dépôt, au chef-lieu de département, des archives jusqu'alors rassemblées dans les chefs-lieux des districts, eux-mêmes supprimés le 5 fructidor an III (22 août 1795).

## Fonctionnement
Les archives départementales des Côtes-d'Armor assurent le contrôle, la collecte, le classement, la conservation, la communication et la valorisation des archives historiques.
Elles conservent près de 20 kilomètres linéaires d'archives.

## Directeurs
- M. Sicamois (mentionné en 1849)[2]
- Dauphin Tempier, de 1874 à 1910
- François Merlet, de 1925 à 1956[3]
- Régis Le Saulnier de Saint-Jouan, de 1957 à 1981[4]
- Alain Droguet, de 1980 à 1995[5]
- Anne Lejeune, de 1995 à 2016[6]
- Gwladys Longeard, depuis 2017

## Archives en ligne
Depuis 2001, les archives départementales des Côtes-d'Armor proposent sur leur site internet des inventaires des fonds d'archives et des documents numérisés :
- Registres paroissiaux et état civil
- Recensements de population
- Tables de successions et absences
- Matricules militaires
- Cadastre
- Délibérations du conseil général
- Documents iconographiques : cartes postales, photographies, affiches, plans

Un partenariat avec le Centre généalogique des Côtes-d'Armor permet, via la base Généarmor, l'accès à l'indexation des actes effectuée par les bénévoles.

## Pour approfondir